# Regine del campo
Regine del campo (Une belle équipe) è un film del 2019 diretto da Mohamed Hamidi.

## Trama
A Clourrières, un piccolo villaggio nel nord della Francia, in seguito all'ennesima rissa in campo la squadra di calcio viene esclusa dal campionato fino alla fine della stagione. Per salvare il club, l'allenatore si convince a formare una nuova squadra, composta esclusivamente da donne, in modo da poter finire il campionato, fatto che non sarà privo di conseguenze per la vita del piccolo villaggio e di alcune coppie.

## Distribuzione
Il film è stato distribuito nelle sale cinematografiche italiane a partire dal 20 maggio 2021.